# Besse (Cantal)

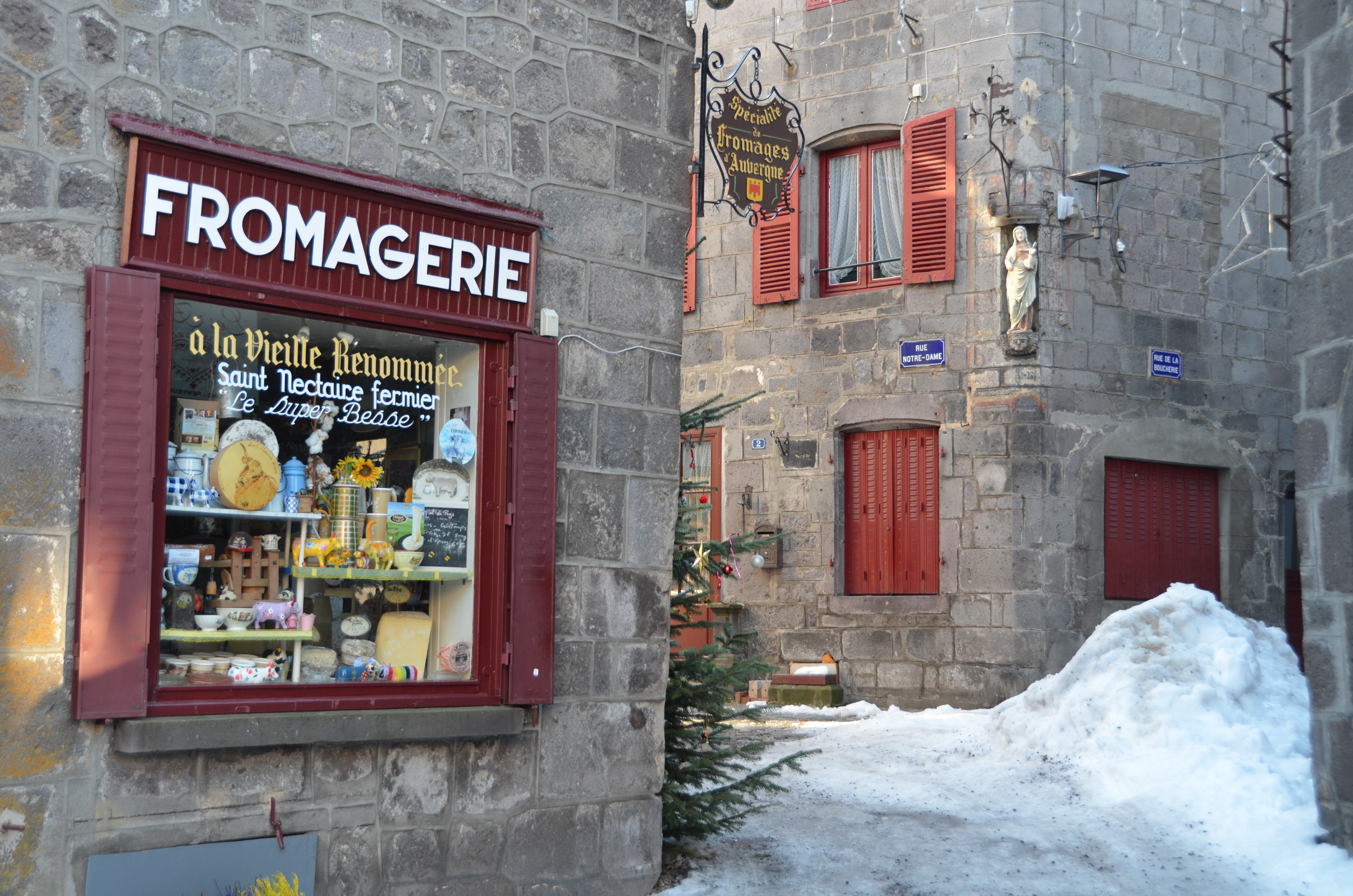
Besse, Fromagerie (2013)

Besse ist ein französischer Ort und eine Gemeinde mit 131 Einwohnern (Stand 1. Januar 2022) im Département Cantal in der Region Auvergne-Rhône-Alpes (vor 2016 Auvergne). Die Gemeinde gehört zum Arrondissement Aurillac und zum Kanton Naucelles. Die Einwohner werden Bessois genannt.

## Lage
Besse gehört zur historischen Region des Carladès und liegt etwa 23 Kilometer nordnordwestlich des Stadtzentrums von Aurillac. Umgeben wird Besse von den Nachbargemeinden Pleaux im Norden, Sainte-Eulalie im Nordosten und Osten, Saint-Cirgues-de-Malbert im Osten und Süden sowie Saint-Martin-Cantalès im Südwesten und Westen.

## Geschichte
Besse wurde als Gemeinde 1953 aus Saint-Cirgues-de-Malbert herausgelöst.

## Bevölkerungsentwicklung
| Jahr                       | 1962 | 1968 | 1975 | 1982 | 1990 | 1999 | 2006 | 2011 | 2019 |
| Einwohner                  | 205  | 199  | 176  | 159  | 153  | 143  | 137  | 126  | 130  |
| Quellen: Cassini und INSEE |      |      |      |      |      |      |      |      |      |

## Sehenswürdigkeiten
- Heimsuchungs-Kirche (Église de la Visitation)